# 山下奈々 (ボクサー)
山下 奈々（やました なな、1998年3月2日 - ）は、日本の女子プロボクサー。長野県飯田市出身。立教大学卒業。現日本女子バンタム級王者。RE:BOOT BOXING GYM所属。

## 来歴
ニュージーランドの高校に留学した際にキックボクシングジムに通い、帰国後に大学在学中総合格闘技ジムで受け付けのアルバイトをしていた際に井上尚弥や那須川天心らのカットマンとして知られる永末ニック貴之と出会い、ボクシングの世界に誘われる。
2021年5月28日、後楽園ホールにて椙元愛（一力）戦でプロデビューし2回TKO勝利。
2021年9月9日、伊藤沙莉（花形）に1回TKO負けを喫し、2戦目で初黒星。
2022年6月12日、アリーナ立川立飛にて柳尾美佳（花形）を3-0の判定で降し2勝目。
2022年12月1日、樋口藍（ARITOMI）を3-0の判定で降し3勝目。
2023年3月24日、初の6回戦として椙元愛との再戦を4回TKO勝利。
2023年4月15日、大阪府立体育会館第2競技場にて赤林檎（真正）が日本女子バンタム級王座を獲得した試合直後にリングに上がりタイトル挑戦を直訴した。
2023年8月4日、WBO女子世界スーパーフライ級王者晝田瑞希（三迫）のデビュー戦の相手だった山家七恵（EBISU K's BOX）とエキシビション。
2023年9月27日の「VICTRIVA vol.13」にて赤の国内引退により空位となった日本バンタム級王座決定戦として赤の元同門柳井妃奈実と対戦。しかし、1-2判定で2年ぶりの敗戦を喫しプロ初タイトルならず。
2024年3月8日、スワナン・アカパンヤーを2回TKOで降し再起成功。
2025年1月21日、柳井妃奈実の王座返上により空位となった日本女子バンタム級王座決定戦を古川のどかと行い、2-1判定でプロ初タイトル獲得。

## 人物
- 大学の同期に世界ランカーの増田陸、2年後輩に元日本女子ミニマム級王者の鈴木なな子がいる。

## 戦績
- プロボクシング：8戦 6勝 3KO 2敗

| 戦           | 日付          | 勝敗 | 時間    | 内容    | 対戦相手               | 国籍 | 備考                         |
| ------------ | ------------- | ---- | ------- | ------- | ---------------------- | ---- | ---------------------------- |
| 1            | 2021年5月28日 | ☆    | 2R 1:10 | TKO     | 椙元愛 (一力)          | 日本 | プロデビュー戦               |
| 2            | 2021年9月9日  | ★    | 1R 0:40 | TKO     | 伊藤沙莉 (花形)        | 日本 |                              |
| 3            | 2022年6月12日 | ☆    | 4R      | 判定3-0 | 柳尾美佳 (花形)        | 日本 |                              |
| 4            | 2022年12月1日 | ☆    | 4R      | 判定3-0 | 樋口藍 (ARITOMI)       | 日本 |                              |
| 5            | 2023年3月24日 | ☆    | 4R 1:54 | TKO     | 椙元愛 (一力)          | 日本 |                              |
| 6            | 2023年9月27日 | ★    | 6R      | 判定1-2 | 柳井妃奈実 (真正)      | 日本 | 日本女子バンタム級王座決定戦 |
| 7            | 2024年3月8日  | ☆    | 2R 1:52 | TKO     | スワナン・アカパンヤー | タイ |                              |
| 8            | 2025年1月21日 | ☆    | 6R      | 判定2-1 | 古川のどか（北島）     | 日本 | 日本女子バンタム級王座獲得   |
| テンプレート |               |      |         |         |                        |      |                              |